# Финале-Лигуре
Финале-Лигуре (итал. Finale Ligure, лиг. O Finâ, местн. Finô) — приморский город в Италии, в регионе Лигурия, в провинции Савона.
Население составляет 11 760 человек (2008 г.), плотность населения — 340 чел./км². Занимает площадь 35 км². Почтовый индекс — 17024. Телефонный код — 019.
Покровителем города почитается святой Иоанн Креститель, празднование 24 июня.
С XII века до 1602 года Финале служил столицей владений маркграфов дель Карретто, которые принадлежали к дому Алерама. Об истории этого государства см. Финале (маркграфство).

## Демография
Динамика населения:

## Города-побратимы
- Витторио-Венето, Италия (1998)
- Монтекьяро-д’Асти, Италия (2000)
- Ошен-Сити, США (2000)
- Ракальмуто, Италия (2004)
- Бенальмадена, Испания (2005)
- Козеано, Италия (2009)

## Администрация коммуны
- Официальный сайт: http://www.comunefinaleligure.it/

## Археология и палеоантропология
Близ Финале-Лигуре, на высоте 90 метров над уровня моря, на склоне горного отрога Капрацоппа (Caprazoppa) находится пещера Арене Кандиде, в которой были обнаружены останки подростка мужского пола (D Principe). Возраст останков — 25 тыс. лет (23 440 ± 190 лет до нашей эры, верхний палеолит). Т. С. Балуева и Е. В. Веселовская сделали графический портрето «принца» из Арене Кандиде.
Представитель эпиграветтской культуры Arene Candide 2 жил 11,8—10,9 тыс. лет назад. Фрагменты гальки (плоские камни) из Арене Кандиде использовались при погребальных обрядах как шпатели для покрытия останков красной охрой, позже галька специально разбивалась на части. У образца Arene Candide 16 (10 810±65 л. н.) определили митохондриальную гаплогруппу U5b1.